# علی دحلاب
علی دحلاب (انگلیسی: Ali Dahleb؛ زادهٔ ۲۵ اوت ۱۹۶۹) بازیکن فوتبال اهل الجزایر است.
وی همچنین در تیم ملی فوتبال الجزایر بازی کرده‌است.